# Burrell Collection

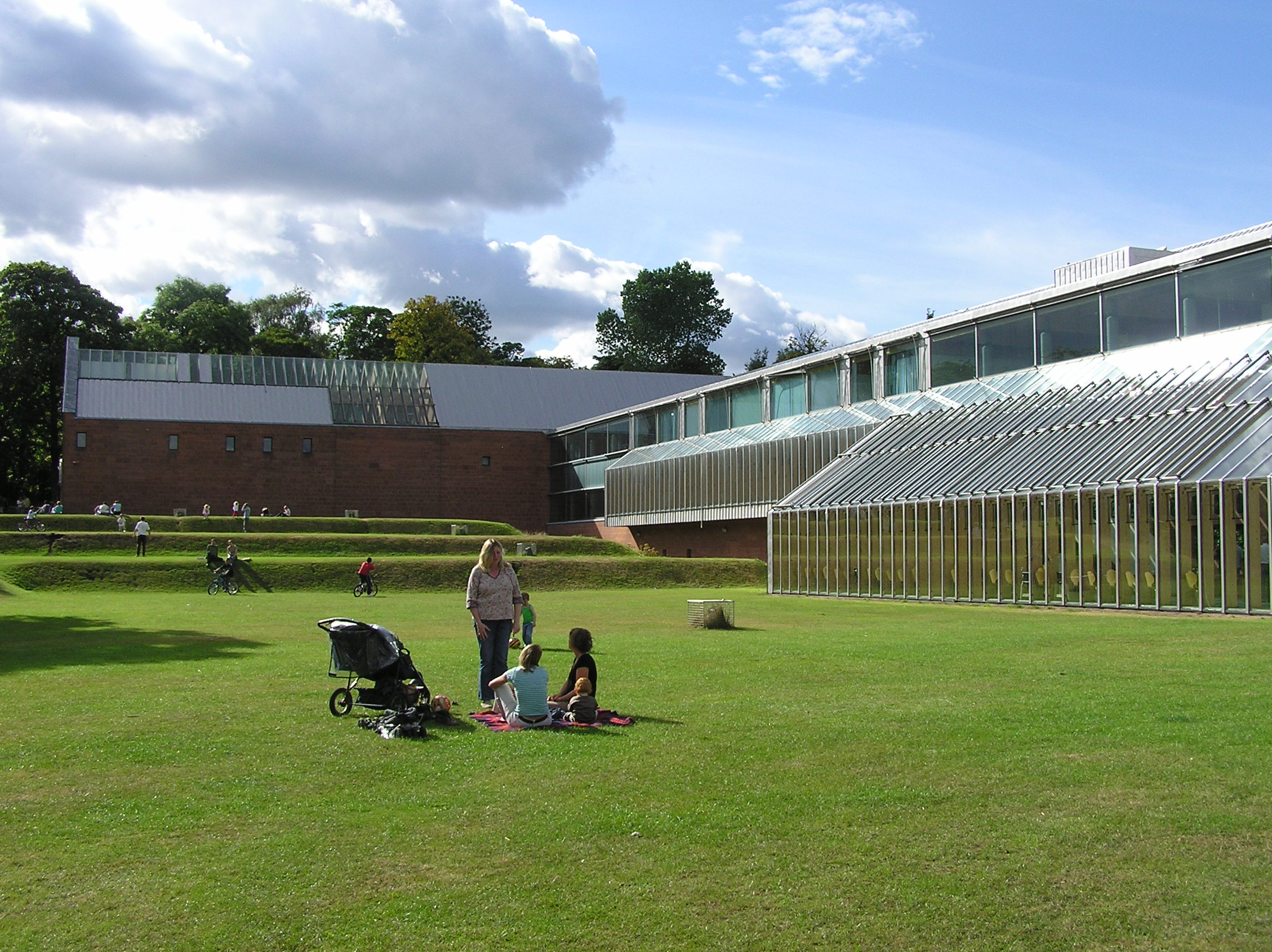
Burrell Collection

De Burrell Collection is oorspronkelijk een kunstverzameling van Sir William Burrell en zijn vrouw, Constance, Lady Burrell.

## Situering
De collectie bevattende 9000 kunstwerken werd in 1944 als geheel door hen geschonken aan de stad Glasgow en vindt zijn onderkomen in een museum gelegen in het Pollok Country Park. Het gebouw met aanhorige gronden werd in 1967 geschonken door Mrs Anne Maxwell Macdonald. De sterk gevarieerde collectie bestaat uit middeleeuwse kunst, tapijten, glaswerk, Engelse eiken meubelen, Europese schilderijen waaronder werk van Matthijs Maris, Degas en Paul Cézanne, Islamitische kunst, modern beeldhouwwerk waaronder werk van Jacob Epstein en Auguste Rodin. 
In 1983 werd voor deze verzameling een geheel nieuw museum opgericht in het park, gelegen op enkele kilometers zuidwaarts van het Glasgowse stadscentrum. 

Op wandelafstand van dit gebouw bevindt er zich in hetzelfde park een belangrijke kunstverzameling Spaanse schilderkunst in het Pollock House, met werken van Goya, El Greco en Murillo.